# Siège du fort Sainte-Élisabeth (1769)
Guerre russo-turque de 1768-1774
Le Siège du fort Sainte-Élisabeth (1769) (aujourd'hui Kropyvnytskyï, en Ukraine) fut la première et l'une des batailles les plus importantes de la guerre russo-turque de 1768-1774.

## Déroulement
Ce fut la seule fois où le Fort Sainte-Élisabeth, construite pour protéger ces terres des Tatars et des Turcs, prit part aux hostilités,.
Le 4 janvier 1769, l'armée turco-tatare dirigée par le khan de Crimée Krim Giray franchit la frontière près d'Ovidiopol, se dirigea vers la province d'Elisavetgrad dans le but de mener un autre raid et s'arrêta le 7 janvier près de la Fort Sainte-Élisabeth, dans laquelle les résidents locaux et une garnison de 4 000 soldats de l'armée russe et de 2 000 cosaques ukrainiens dirigés par le général Alexandre Isakov.
Lorsque la horde a tenté de prendre d’assaut la forteresse, elle a été accueillie par de nombreux canons. Krim Giray n'a pas osé attaquer, préférant incendier les colonies voisines et réduire leurs habitants (principalement des Ukrainiens et des Serbes) en esclavage. Le général Isakov, à son tour, ne pouvait pas lui opposer une force militaire suffisante pour une bataille ouverte. Après le siège, la horde fut expulsée par les troupes du général Roumiantsev et s'enfuit à travers le Dniestr.
Il s’agissait du dernier raid des Tatars de Crimée sur les terres ukrainiennes. Après la victoire dans cette guerre en 1774, cette forteresse perdit son importance défensive, pour finalement perdre ce statut seulement en 1805 .